# 延江街道
延江街道，是中华人民共和国吉林省吉林市昌邑区下辖的一个乡镇级行政单位。

## 行政区划
延江街道下辖以下地区：
东红社区、扶华社区、铁江社区、二道江社区和通延社区。